# Maskeringssjöpung
Maskeringssjöpung (Molgula occulta) är en sjöpungsart som beskrevs av Kupffer 1875. Maskeringssjöpung ingår i släktet Molgula och familjen kulsjöpungar. Arten är reproducerande i Sverige. Inga underarter finns listade i Catalogue of Life.